# Esther Bigeou
Esther Bigeou, (New Orleans, 1895 – New Orleans, 1936) vaudeville előadó, bluesénesnő. A „The Girl with the Million Dollar Smile” néven emlegették. Az 1920-as években az egyik legnépszerűbb blues-énekesnője volt.

## Pályafutása
Hester Bijou néven született 1893-ban a louisianai New Orleansban. Családjának több tagja is zenész volt, Paul Barbarin dobos az unokatestvére volt. Énekesnőként vált ismertté a Broadway Rastus musical revüben.
1913-ban Bijou varieté turnékra indult Irvin C. Miller előadóművésszel és drámaíróval, akivel később összeházasodott. 1917-ben énekesként, táncosként és előadóművészként szerepelt a Miller által írt "Broadway Rastus" revüben a philadelphiai Standard Színházban, a New York-i Lafayette Színházban és a Baltimore-i Orpheum Színházban.
1921-ben és 1923-ban lemezeket készített az OKeh Recordsnál. 1923-ban a Billy King Company-val turnézott a the Theater Owners Booking Association vaudeville turnéján. 1923 és 1925, valamint 1927 és 1930 között önálóan turnézott az amerikai délen, középnyugaton és északkeleten. Dalszerzőként is dolgozott, többek között a „Panama Limited Blues”-t is ő írta. Chris Smith blueszenész azt mondta, hogy Bigeou „az afroamerikai szórakoztatás popénekesnője volt, és hogy úgy tűnik, mindössze 35 évesen vonult nyugdíjba, hogy New Orleansban telepedjen le, ahol a jelentések szerint 1936 körül meghalt”. Valójában 1934. november 15-én halt meg a Charity Hospital in New Orleansban, tüdőpangásban, ahogy ez a halotti anyakönyvi kivonatában szerepel.
Minden felvételét újra kiadta 1996-ban a Document Records on Esther Bigeou: Complete Recorded Works in Chronological Order, (1921–1923).

## Lemezek
- The Memphis Blues
- The St. Louis Blues
- Stingaree Blues (A Down Home Blues)
- Nervous Blues
- If That's What You Want Here It Is
- Agrravatin' Papa (Don't You Try To Two-Time Me)
- Four O'Clock Blues
- I'm Through With You (As I Can Be)
- Beale Street Mama
- Outside Of That, He's All Right With Me
- The Gulf Coast Blues
- Beale Street Blues
- The Hesitating Blues
- That Twa-Twa Tune
- Panama Limited Blues
- You Ain't Treatin' Me Right
- West Indies Blues
- Midnight Stomp
- Zulu Blues

## Fordítás
- Ez a szócikk részben vagy egészben  az   Esther Bigeou című angol Wikipédia-szócikk ezen változatának fordításán alapul.  Az eredeti cikk szerkesztőit annak laptörténete sorolja fel. Ez a jelzés csupán a megfogalmazás eredetét és a szerzői jogokat jelzi, nem szolgál a cikkben szereplő információk forrásmegjelöléseként.